# Brigitte Lastrade
Brigitte Jeanne Lastrade (ur. 31 maja 1972) – kanadyjska judoczka. Olimpijka z Barcelony 1992, gdzie zajęła dziewiąte miejsce wadze ekstralekkiej.
Siódma na mistrzostwach świata w 1991; uczestniczka zawodów w 1993, 1997 i 1999. Startowała w Pucharze Świata w latach 1991, 1992 i 1995-2000. Brązowa medalistka igrzysk panamerykańskich w 1991 i 1999. Zdobyła trzy medale na mistrzostwach panamerykańskich w latach 1990 – 1999. Wygrała igrzyska frankofońskie w 1994; trzecia w 1989. Dziesięciokrotna medalistka mistrzostw Kanady w latach 1990-2000.

## Letnie Igrzyska Olimpijskie 1992
| Konkurencja | Eliminacje           | Repasaże                        | Repasaże              | Klas. końcowa |
| Konkurencja | Przeciwnik I         | Przeciwnik I                    | Przeciwnik II         | Miejsce       |
| ----------- | -------------------- | ------------------------------- | --------------------- | ------------- |
| 48 kg       | Karen Briggs (GBR) P | Chiszigbatyn Erdenet-Od (MGL) Z | Yolanda Soler (ESP) P | 9.            |